# Gérard Jaumain
Pour les articles homonymes, voir Jaumain.
Gérard Jaumain, né à Sauvenière le 16 février 1944 et décédé inopinément à Gembloux, le 24 septembre 1995 fut un homme politique belge, membre du Parti socialiste.
Il fut instituteur de formation et enseigna à Wavre (1964-1980); fils d'un ancien conseiller communal, il se lança en politique : attaché de cabinet, puis secrétaire politique de Bernard Anselme, attaché dans d'autres cabinets ministériels et dans celui du gouverneur Emile Lacroix; président de la Fédération namuroise du PS dès janvier 1992.

## Carrière politique
- Conseiller communal à Gembloux (1983-1995)
  - Échevin de l'Enseignement et des Affaires sociales (1983-1988)
  - Bourgmestre de Gembloux, compétent pour l'Enseignement (1989-1995)
- Député wallon et de la Communauté française du 31 juillet 1995 à sa mort, en suppléance de Bernard Anselme.